# Christer Zettergren
Christer Sten-Sture Zettergren, född 24 juli 1952 i Vireda församling i Jönköpings län, är en svensk tidigare lärare och generalsekreterare i Svenska Röda Korset.
Zettergren växte upp i en frikyrkofamilj. Fadern Sten-Sture Zettergren var pastor och sångförfattare och modern hette Birgit Malm. Farfar Manne Zettergren var missionssekreterare i dåvarande Svenska Missionsförbundet och brodern Göran Zettergren har varit missionsföreståndare där.
Christer Zettergren har en bakgrund som lärare efter genomgången mellanstadielärarutbildning. Han har därefter varit verksam inom Svenska Röda Korset under 22 år, de sista nio åren som generalsekreterare under tiden 2001–2010. Sedan var han särskild rådgivare till generaldirektören på Migrationsverket. Han har varit ledamot av Mobilearns koncernstyrelse.